# 江ノ島 (愛媛県)
江ノ島（えのしま）は、瀬戸内海のほぼ中央、燧灘に浮かぶ上島諸島のうち魚島群島に属する無人島の一つ（広義では芸予諸島に含まれる）。愛媛県越智郡上島町（旧・魚島村）に属する。
魚島の南東方向約0.4キロの海上に位置する。
江戸時代末期、上納米を積んだ薩摩藩の御用船「吉田丸」が江戸に向かう途中、この島の南にある岩礁で座礁し沈んだ米を目当てに鯛が集まってきたことから、この岩礁は吉田磯と命名された。。鯛の好漁場として知られており、1907年（明治40年）には大漁記念碑が建てられた。
明治期に開墾され耕作されていたが、朝鮮出漁などで魚島村が好景気になったことにより昭和初期は荒れ地になった。その後、1946年（昭和21年）に再開墾され麦や甘露が栽培された。
龍宮城の入口と言い伝えられている洞窟があり、上陸体験プログラムが開かれている。